# D-6 (パラシュート)
D-6（ロシア語:Д-6デー・シェースチ）は、ソ連、ロシア連邦、独立国家共同体諸国の空挺部隊が使用する個人用パラシュートである。2型と4型がある。
パラシュート降下システム（Система парашютная десантная）D-6は、An-12、An-22、An-26、An-70、Il-76、An-2軍用輸送機、Mi-6、Mi-8輸送ヘリからの完全武装兵の空挺降下に使用される。

## 諸元・性能
- 使用速度：140～400km/h
- 使用高度：200～8,000m
- 耐用期限：使用80回
- 重量：11.5kg
- 開傘時間:3秒以上
- 降下速度:吊下重量140kgで5m/秒未満
- 移動速度：前後2.6m/s未満、180度転回に15～25秒